# ポリス (バンド)
ポリス（The Police）は、1970年代後半から1980年代半ばにかけて活躍した、イギリスのロックバンドである。ロックに、レゲエの要素を加えた音楽性は、ホワイト・レゲエとしばしば呼称された（2ndアルバムのタイトルとなった「Reggatta de blanc」とは、「White Reggae」の意味である）。当初は、パンク・ブームメントに乗ってデビューしたが、その後は、メンバーの音楽的資質を柔軟に取り入れたロックをリリースし続けている。
「ローリング・ストーンの選ぶ歴史上最も偉大な100組のアーティスト」において第70位。
トータルセールスは7,500万枚以上。

## 来歴
1976年末、イギリスのニューカッスルで、当時プログレッシブ・ロック・バンドのカーヴド・エアに在籍していたドラマーのスチュワート・コープランドが、偶然ジャズ・フュージョン・バンド、ラスト・イグジットで活動していたベーシスト兼ボーカリストのスティングのステージを見て、度重なる説得の末、1977年ギタリストのヘンリー（アンリ）・パドゥバーニを加えた3人でポリスを結成。後に、ストロンチウム90を通じて、元後期アニマルズのギタリスト、アンディ・サマーズが加入し4人編成となるが、パドゥバーニが脱退しトリオとなる。1978年にはアルバム『アウトランドス・ダムール』でデビュー。同年、シングル「ロクサーヌ」がヒットし、ポリスは順調なスタートを切った。
1979年には、アルバム『白いレガッタ』の収録曲「孤独のメッセージ」（Message In A Bottle）がヒットした。その後も「高校教師」（Don't Stand So Close to Me：1980年）「ドゥ・ドゥ・ドゥ・デ・ダ・ダ・ダ」「マジック」（Every Little Thing She Does Is Magic：1981年）などのヒット曲を続けてリリースしている。。10月には、アルバム『ゼニヤッタ・モンダッタ』をリリース。

1983年には、5作目のアルバム『シンクロニシティー』（Synchronicity）が、Billboard 200に於いて17週連続1位。先行シングル「見つめていたい」（Every Breath You Take）も、Billboard Hot 100で8週連続1位、さらに年間チャート1位にも輝いている。1984年1月に活動停止を宣言した。
1986年に、新たなアルバムを製作するため、再び3人は集まった。ところが、製作は順調に進まず、3年振りの新作シングル「高校教師'86」を発表するに留まり（コープランドが落馬で足を骨折。このため、「高校教師'86」のドラムはすべて打ち込みとなっている）、これを境に再び活動を停止。3人はそれぞれソロ・キャリアを歩むことになる。
2003年に、ロックの殿堂入りを果たし、授賞式ではスティングの結婚式以来11年振りに集結。プレゼンターは、以前からポリスのファンで、スティングとはかつて共演したグウェン・ステファニーが務め、素人時代にスティングからサインを貰った時の写真を披露し、当時のことを回想していた。その後、「ロクサーヌ」と「孤独のメッセージ」を披露し、「見つめていたい」ではグウェンと、同席していたエアロスミスのスティーヴン・タイラー、ジョン・メイヤーも加わり、計3曲を演奏した。
2007年、デビュー30周年を記念し、再結成。第49回グラミー賞の幕開けに「ロクサーヌ」を演奏した。3月31日には、ポリスのドキュメンタリー映画『ポリス インサイド・アウト』が、2週間限定でTOHOシネマズ六本木ヒルズ他にて公開される。スチュワートが、バンド活動期に撮り続けた映像を集めて作ったもので、自ら監督もしたという。
同年、80本以上のワールド・ツアーを決行。このコンサートは、サポート・メンバーなしの「完全3ピース」で行われた。パリ公演のアンコールでは、初代ギタリストのヘンリー・パドゥバーニがステージに上がり、30年ぶりの「4人ポリス」の再結成も行われた。また、スティングは酷く年季の入ったベース（初期モデルのオリジナル・フェンダー・プレシジョンベース）を使用していた（昔から使っていたわけではなく、スティングが90年代/サムピックで演奏するようになった頃から多用されている）。7月7日には、地球温暖化阻止を呼びかける世界規模のチャリティ・コンサート「ライブ・アース」におけるジャイアンツ・スタジアムでのコンサートにて演奏した。ドキュメンタリー映画『不都合な真実』に出演した、元アメリカ副大統領アル・ゴアと握手するスティング、コンサートチューンされたスチュワート、アンディがインターネットと各国のテレビで世界同時放映された。
2013年、映画『ポリス／サヴァイヴィング・ザ・ポリス』が公開される。これは、アンディの自伝『アンディ・サマーズ自伝 ポリス全調書』を原作として、アンディの製作総指揮で作られた。アンディは「もしかしたらこれに触発されて、スティングもポリスの映画を作るかもしれないよ(笑)」と語っている。
2023年9月27日、『シンクロニシティー』発売40周年を機に、公式TikTokアカウントを開設した。
アルバム『アウトランドス・ダムール』に収録されている曲「So Lonely」のプロモーションビデオ撮影は、東京都営地下鉄浅草線の地下鉄車内や駅構内で行われた。「週刊文春」の中吊り広告が見え、お忍びの秘密撮影を敢行したものと思われる。香港滞在中の街頭撮影ビデオと一緒に編集したらしく、日本の光景とが混合されている。

## メンバー
- スティング（Sting） – ベース、リード・ボーカル、キーボード、ピアノ、シンセサイザー、ギター
- スチュワート・コープランド（Stewart Copeland） – ドラムス、バッキング・ボーカル、ギター、キーボード
- アンディ・サマーズ（Andy Summers） – ギター、バッキング・ボーカル、ベース、キーボード
- ヘンリー・パドゥバーニ（Henry Padovani） – ギター（1977年1月 - 8月、2007年再結成ツアー最終日）

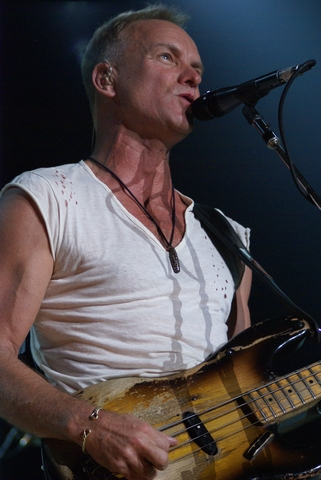
スティング（2007年）
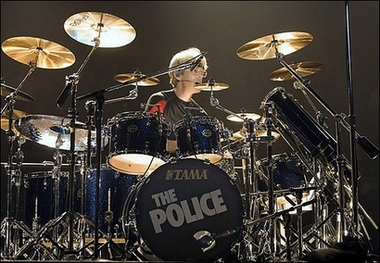
スチュワート・コープランド（2008年）
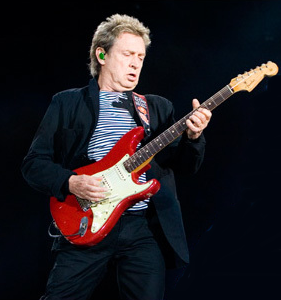
アンディ・サマーズ（2008年）

## ディスコグラフィ

### スタジオ・アルバム
- 『アウトランドス・ダムール』 - Outlandos d'Amour（1978年）
- 『白いレガッタ』 - Reggatta de Blanc（1979年）
- 『ゼニヤッタ・モンダッタ』 - Zenyatta Mondatta（1980年）
- 『ゴースト・イン・ザ・マシーン』 - Ghost in the Machine（1981年）
- 『シンクロニシティー』 - Synchronicity（1983年）

### ライブ・アルバム
- 『ポリス・ライヴ』 - Live!（1995年）
- 『サーティファイアブル（英語版）』 - Certifiable: Live in Buenos Aires（2008年）

### コンピレーション・アルバム
- 『ポリス・ザ・シングルス~見つめていたい（英語版）』 - Every Breath You Take: The Singles（1986年）
- 『グレイテスト・ヒッツ』 - Greatest Hits（1992年）
- 『メッセージ・イン・ア・ボックス~ポリス・ヒストリー（英語版）』 - Message in a Box: The Complete Recordings（1993年）
- 『ポリス・ザ・クラシックス～見つめていたい』 - Every Breath You Take:The Classics（1995年）
- 『ベスト・オブ・スティング&ポリス』 - The Very Best of Sting & The Police（1997年）
- 『グレイテスト・ヒッツ』 - The Police（2007年）
- 『エヴリ・ムーヴ・ユー・メイク： ザ・スタジオ・レコーディングス』- Every Move You Make: The Studio Recordings（LP:2018年/CD:2019年）
- 『フレキシブル・ストラテジーズ』- Flexible Strategies（2021年）

### シングル
※全てA&Mレコード
| 発売日 | 型番     | 面 | タイトル                                                    |
| ------ | -------- | -- | ----------------------------------------------------------- |
| 1979   | AMP-1029 | A  | Roxanne ロクサーヌ                                          |
| 1979   | AMP-1029 | B  | Can't Stand Losing You キャント・スタンド・ルージング・ユー |
| 1979   | AMP-1052 | A  | Message In A Bottle 孤独のメッセージ                        |
| 1979   | AMP-1052 | B  | Landload ランドロード                                       |
| 1979   | AMP-1075 | A  | Walking On The Moon ウォーキング・オン・ザ・ムーン          |
| 1979   | AMP-1075 | B  | Vision Of The Night                                         |
| 1980   | AMP-709  | A  | Don't Stand So Close To Me 高校教師                         |
| 1980   | AMP-709  | B  | Friends フレンズ                                            |
| 1980   | AMP-713  | A  | De Do Do Do, De Da Da Da ドゥドゥドゥ・デ・ダダダ           |
| 1980   | AMP-713  | B  | Behind My Camel ビハインド・マイ・キャメル                  |
| 1981   | AMP-734  | A  | Every Little Thing She Does Is Magic マジック               |
| 1981   | AMP-734  | B  | Shambelle シャムベル                                        |
| 1981   | AMP-740  | A  | Spirits In The Material World マテリアル・ワールド          |
| 1981   | AMP-740  | B  | フレキシブル・ストラテジー                                  |
| 1983   | AMP-763  | A  | Every Breath You Take 見つめていたい                        |
| 1983   | AMP-763  | B  | Murder By Numbers マーダー・バイ・ナンバース                |
| 1983   | AMP-784  | A  | Synchronicity シンクロニシティ                              |
| 1983   | AMP-784  | B  | Someone To Talk To サムワン・トゥ・トーク・トゥ             |
| 1986   | 7Y-3023  | A  | DON'T STAND SO CLOSE TO ME '86 高校教師 '86                 |
| 1986   | 7Y-3023  | B  | DON'T STAND SO CLOSE TO ME (Live) 高校教師 '86 (ライヴ)     |

## 日本公演
- 1980年
  - 2月14日・15日 東京・中野サンプラザ
  - 17日 東京・渋谷公会堂
  - 18日 名古屋・愛知県勤労会館
  - 19日 大阪・フェスティバルホール
  - 20日 京都・京都大学西部講堂
- 1981年
  - 1月25日　名古屋・名古屋市公会堂
  - 1月26日・27日　大阪・フェスティバルホール
  - 1月29日 京都・京都会館第1ホール
  - 1月30日 倉敷・倉敷市民会館
  - 1月31日 福岡・福岡市九電記念体育館
  - 2月2日 東京・日本武道館
  - 2月4日 札幌・北海道厚生年金会館　
  - 2月6日 宇都宮・宇都宮市文化会館
  - 2月7日 仙台・電力ホール
- 1983年
  - 4月17日・18日 東京・日本武道館 - 日程の告示がされたが、チケット発売前に中止
- 2007年春
  - スチュワート・コープランドが映画『ポリス インサイド・アウト』をプロモーションするため来日（その一環でパンクスプリングにDJとして出演）
- 2008年 Live In Concert (w/ フィクション・プレイン)
  - 2月10日 大阪・京セラドーム大阪
  - 2月13日・14日 東京・東京ドーム

## 関連書籍
- 『アンディ・サマーズ自伝 ポリス全調書』（ブルース・インターアクションズ、2007年）ISBN 4-86020-245-7
- 『THE POLICE & STING』 SHINKO MUSIC MOOK アーカイヴ・シリーズ Vol.16 シンコーミュージック 2008年 ISBN 978-4-401-63173-5